# Редовре
Редовре (дан. Rødovre) — місто в східній Данії, адмін. центр муніципалітета Редовре, в регіоні Ховедстаден. Населення міста на 1 січня 2019 року становило 39 907 осіб, і крім того 145 осіб не мали постійної адреси, що в цілому становило 40 052 осіб в муніципалітеті. Редовре є частиною міського району Копенгагена.

## Персоналії
- Бриджит Нільсен (*1963) — данська акторка, модель та співачка.